# José Manuel Moreno
José Manuel Moreno Fernández (Buenos Aires, 3 de agosto de 1916 — Buenos Aires, 26 de agosto de 1978) foi um futebolista argentino.
Apelidado de El Charro, Moreno é considerado um dos maiores futebolistas da história do futebol argentino. A revista Placar em 1999 escreveu que Moreno teria sido ainda melhor que Maradona e Di Stéfano, e segundo jornais da época em que atuava, ele foi um jogador revolucionário. Defendeu clubes de cinco diferentes países, tendo conquistado o campeonato nacional em quatro (em sua terra natal, México, Chile e Colômbia), não conseguindo apenas em sua passagem pelo Uruguai. Além de Moreno, apenas o tcheco Jiří Jarošík, o brasileiro Rivaldo, o neerlandês Arjen Robben, o inglês David Beckham, e o sueco Zlatan Ibrahimović conseguiram tal feito.[carece de fontes?]
Moreno foi um dos integrantes da famosa equipe do River Plate, que passaria a ser conhecida como La Máquina, que dominou o futebol argentino durante os anos 1940. Atacante, era bastante competente para armar e concluir jogadas, tendo um ótimo cabeceio e habilidade acima da média. Esteve presente na equipe argentina que também dominou o futebol na mesma época. Porém, acabou não disputando Copas devido, em parte, à Segunda Guerra.
Em 1999, ele foi classificado entre os 25 melhores jogadores do mundo no século passado e entre os cinco melhores da América do Sul, através de uma enquete realizada pela IFFHS.[carece de fontes?] Há quem o coloque no mesmo patamar de Diego Maradona e Alfredo di Stéfano, tidos como os maiores craques da história do futebol argentino.
Moreno era conhecido também por seu comportamento boêmio, sendo facilmente encontrado nos cafés e casas de tango em Buenos Aires. Mulherengo, chegou a casar-se com uma famosa atriz da época e, posteriormente, com a filha do cantor Alberto Echagüe.

## Carreira

### Destaque naMáquinado River Plate
Moreno nasceu no bairro La Boca, em Buenos Aires, e cresceu nos arredores do estádio do Boca Juniors, o La Bombonera. Com quinze anos, tentou ingressar nas categorias de base do Boca, mas acabou não conseguindo, sendo dispensado.

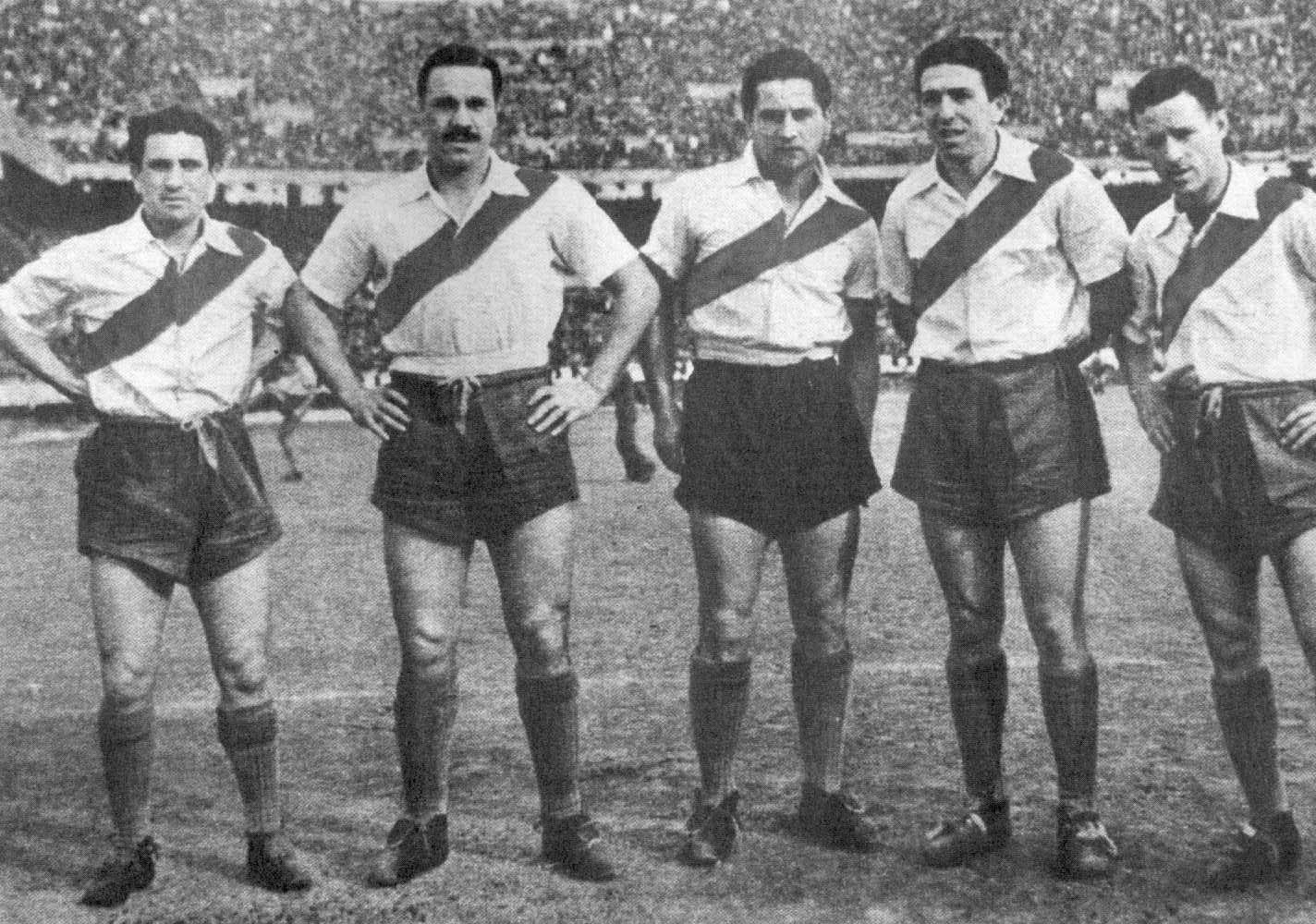
A linha ofensiva que fez história no River, La Máquina: Muñoz, Moreno, Pedernera, Labruna e Loustau.

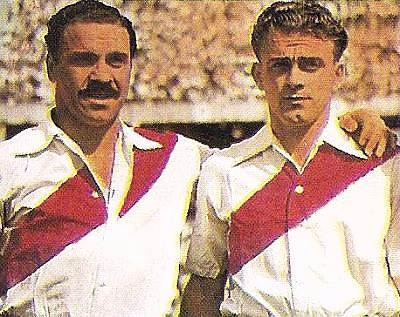
Moreno com o jovem Alfredo di Stéfano. Ambos são colocados como os maiores jogadores argentinos do século XX, ao lado de Diego Maradona.

Segundo arquivos do futebol argentino, Moreno teria dito, frustrado: "algum dia vocês irão se arrepender." Em seguida, ingressou nas categorias de base do rival River Plate, sendo levado por Bernabé Ferreyra, jogador consagrado deste clube.
Com dezoito anos, Moreno foi selecionado junto com outros jovens jogadores do clube pelo húngaro Emérico Hirschl para fazer uma turnê do Brasil. Assim, sua primeira partida como profissional foi contra o Botafogo. Ele estreou na Primera División em 17 de março de 1935, na vitória por 2 a 1 contra o Platense, marcando um gol.
Ele fez parte do elenco que ganhou o tri nacional em 1936 e 1937, se tornando uma peça chave no elenco do River Plate, conhecido como La Máquina, famosa por sua linha de ataque composta por Moreno, Adolfo Pedernera, Ángel Labruna, Juan Carlos Muñoz, e Félix Loustau, que dominou o futebol argentino durante a primeira metade da década de 1940, vencendo três títulos nacionais.

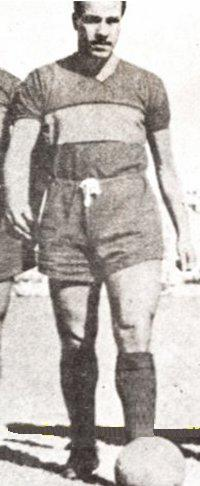
Moreno no Boca Juniors, o clube do coração.

### México, retorno à Argentina e passagens pelo Chile
Em 1944, Moreno se transferiu para o futebol mexicano, onde defenderia o Real España. Neste conquistou o título nacional em sua segunda e última temporada no país. Ele retornou a sua terra natal, para voltar a defender o River Plate.
Sua segunda passagem pelo Millonario teria duração de três temporadas, por razões extracampo: reivindicando liberdade para escolherem livremente onde jogar, assistência médica para familiares e um salário mínimo para a categoria, os jogadores argentinos realizaram em 1948 uma greve cujos pedidos acabaram não-atendidos pelos dirigentes. Com isso, muitos dos craques foram embora do país. Daquele River, Alfredo di Stéfano (lançado recentemente no time), Néstor Rossi e Adolfo Pedernera foram para a Colômbia; Moreno foi para o vizinho Chile defender o Universidad Católica, onde no mesmo ano conquistou o título chileno.
Rapidamente, depois de um ano, retornou à Argentina, para enfim, defender o Boca Juniors, que o dispensara nos juvenis. Assim declarou à Mundo Boquense: "Vou preencher uma grande ambição. Queria fazer isso anos atrás, mas as circunstâncias não permitiram. Minha atitude de desejar começar no Boca mostra quão sincero eu sou quando eu digo que como criança não havia outro time para mim que o auriazul. Irei vestir estas cores agora e não poderia estar mais orgulhoso". O Boca deu mostras de que poderia ameaçar a supremacia do Racing, o grande time argentino da época: os xeneizes tiveram uma invencibilidade entre as 14ª e a 25ª rodadas e estavam a quatro pontos do clube de Avellaneda. Todavia, maus resultados, incluindo uma derrota para o River Plate, não permitiu que o time chegasse mais perto, e a campanha terminou no vice-campeonato.
Não duraria muito tempo no clube do coração, retornando logo ao Universidad. Uma temporada depois, foi defender o Defensor, do Uruguai, e, mais uma temporada depois, retornou novamente à Argentina, para defender o Ferro Carril Oeste.

### Colômbia e fim da carreira
Novamente, com uma passagem de uma temporada, Moreno acabou se transferindo, agora, ao futebol colombiano, para defender o Independiente Medellín, que seria seu último clube na carreira. Em sua segunda temporada, conquistou o título nacional na Colômbia, se tornando o único futebolista a conquistar um título nacional em quatro diferentes países.
Em 1957, conquistou seu décimo segundo e último título nacional na carreira. Aposentou-se no Independiente Medellín, em um amistoso contra o Boca Juniors, em 1961, onde ele participou tanto como jogador quanto como treinador. O Independiente venceu a partida por 5 a 2, tendo Moreno marcado.

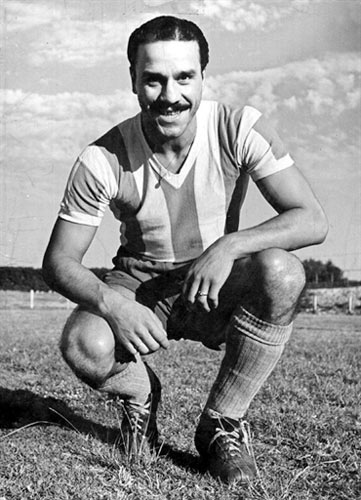
Moreno com o uniforme da Seleção Argentina.

## Seleção Argentina
Moreno defendeu a Albiceleste durante catorze anos, tendo disputado durante esse período 34 partidas, marcando dezenove tentos. Esteve presente num dos melhores momentos da equipe argentina no futebol sul-americano, tendo conquistado dois torneios sul-americanos.
Numa partida contra o Equador, Moreno marcou o gol número quinhentos na história do torneio, tendo ainda, marcado mais quatro vezes, um recorde, que divide com Héctor Scarone, Juan Marvezzi e Evaristo de Macedo. Nessa partida, a Argentina venceu o Equador por 12–0, sendo a maior diferença no torneio.
Na edição de 1942, onde terminou com o vice-campeonato, juntamente com Herminio Masantonio, foi o artilheiro com sete gols e, foi escolhido como o melhor jogador da edição de 1947. Moreno também está em terceiro no ranking dos maiores artilheiros da Copa América, com treze tentos.
Porém, mesmo tendo sido soberano na América do Sul, Moreno e toda uma geração de craques portenhos nunca conseguiram disputar uma Copa do Mundo: a Argentina não participou das eliminatórias do torneio em 1938 e 1950, e durante esse período, as duas edições do torneio foram canceladas devido a Segunda Guerra Mundial. Ainda enfraquecido pelos efeitos da greve de 1948, o país não disputou também as eliminatórias para a Copa do Mundo de 1954. Quando o país voltou a jogar as eliminatórias, para a Copa do Mundo de 1958, Moreno estava aposentado, embora ainda voltasse a jogar em 1960.

## Títulos
River Plate
- Campeonato Argentino: Copa Campeonato 1936, Copa de Oro 1936, 1937, 1941, 1942, 1947
- Copa Aldao: 1936, 1937, 1941, 1947
- Copa Ibarguren: 1937, 1941, 1942
- Copa Adrián C. Escobar: 1941

Real España
- Campeonato Mexicano: 1944–45

Universidad Católiica
- Campeonato Chileno: 1949

Independiente Medellín
- Campeonato Colombiano: 1955, 1957

Argentina
- Copa América: 1941, 1947

### Prêmios individuais
- 25º melhor jogador do Século XX pela IFFHS
- 5º melhor jogador sul-americano do Século XX pela IFFHS
- IFFHS ALL TIME ARGENTINA MEN'S DREAM TEAM (Time B)[9]